# 卡斯特罗利贝罗
卡斯特罗利贝罗（義大利語：Castrolibero），是意大利科森扎省的一个市镇。总面积11平方公里，人口10406人，人口密度946.0人/平方公里（2009年）。ISTAT代码为078031。